# 東京都道214号伊豆大久保港線
東京都道214号伊豆大久保港線（とうきょうとどう214ごう いずおおくぼこうせん）は、東京都三宅村伊豆と三宅村大久保港とを連絡する一般都道である。

## 路線データ
- 起点：東京都三宅村伊豆（三宅循環線交点）
- 終点：東京都三宅村大久保港
- 延長：1,205m

## 地理

### 通過する自治体
- 東京都
  - 三宅村

### 交差する道路
- 東京都道212号三宅循環線